# فرودگاه ویکتوریا
فرودگاه ویکتوریا (به انگلیسی: Victoriaville Airport) یک فرودگاه همگانی است که یک باند فرود آسفالت دارد و طول باند آن ۱۲۰۰ متر است. این فرودگاه در کشور کانادا قرار دارد و در ارتفاع ۱۴۸ متری از سطح دریا واقع شده است.